# Деньє
Деньє́ (фр. denier від лат. denarius — денарій) — французька назва монет типу каролінгського денарія, що карбувались у середньовічному та новочасному Французькому королівстві, а також у франкомовних державах хрестоносців в Східному Середземномор'ї.

## Історія

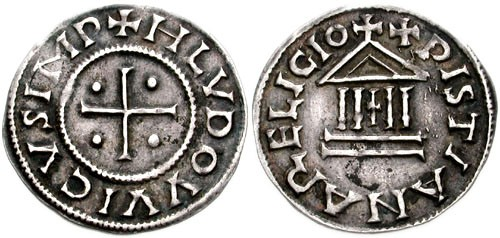
Денарій імператора Людовика Благочестивого (814—840)

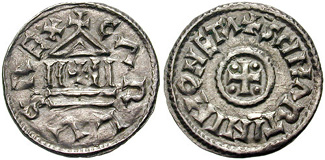
Турський денарій (деньє) Карла II (843—877)

Назва наслідувала римський денарій. З одного фунта чистого срібла випускали 240 денаріїв (деньє) вагою близько 1,3 грама.
12 деньє становили рахункову одиницю солід (соль). Найдрібнішою монетою був обол = 1/2 деньє.
За Карла Великого (768—814 роки) вага деньє збільшилася до 1,7 г. Але потім поступово вага і якість деньє стали знижуватися. В кінці Х століття він знову важив близько 1,2-1,3 грама, але проба срібла впала до 416-ї — деньє став білонною монетою.

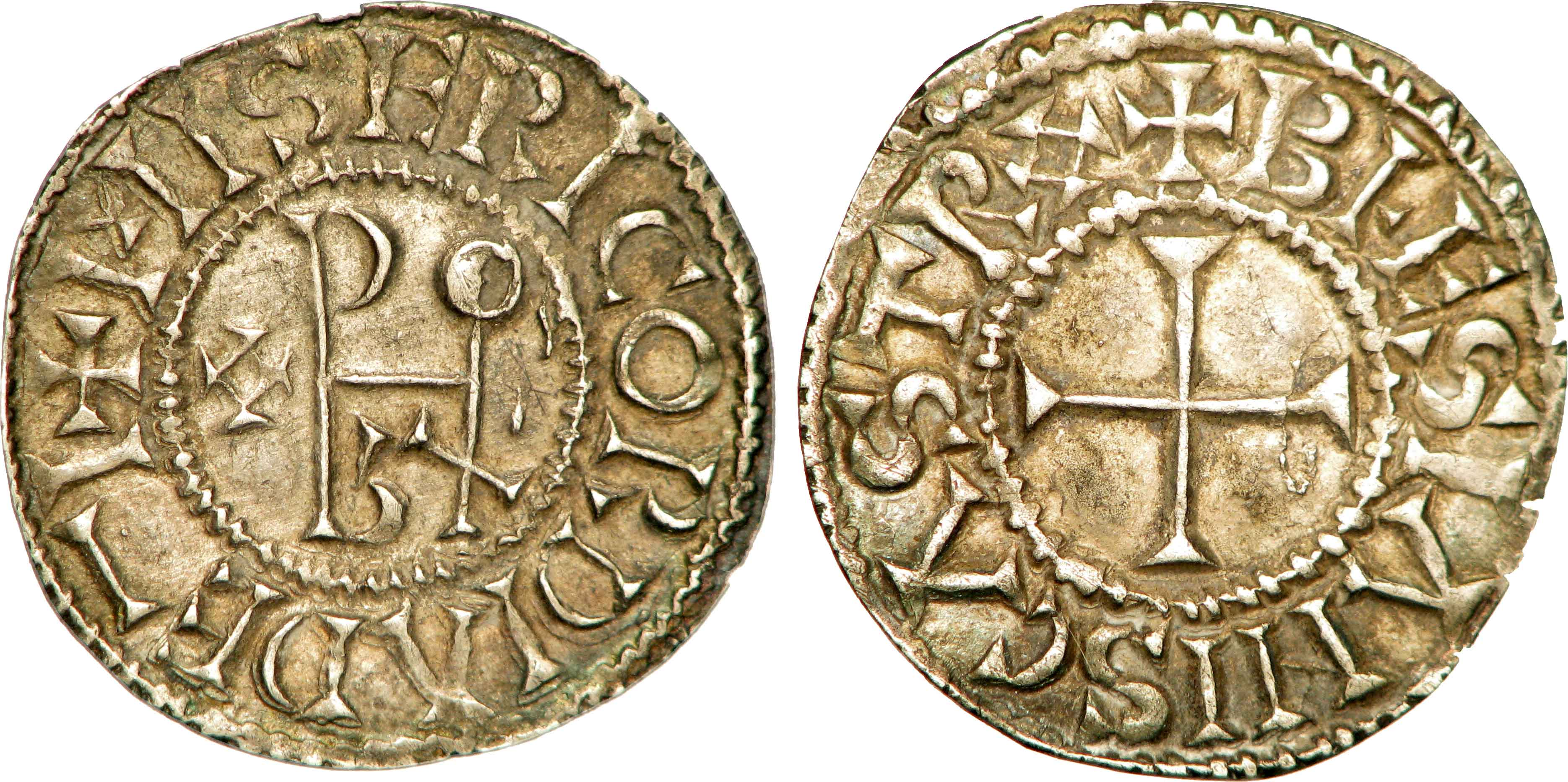
Блуаський деньє короля Одо I

У XII—XIII століттях у Франції існували відповідно дві різні монетні системи, що були засновані на паризькому і турському ліврах. Їм відповідали паризький і турський деньє.
Карбували також монету подвійну деньє, а в XIV столітті з'явилася монета номіналом 3 деньє — Ліард.
У XVI столітті випущено перші мідні монети деньє і подвійний деньє. Мідний деньє важив трохи більше ніж 1,5 г (діаметр 18 мм), подвійний деньє — понад 3 г (діаметр 20 мм). Номінал був позначений на реверсі: DENIER TOVRNOIS, DOVBLE TOVRNOIS. Мідний деньє на той час став найдрібнішою монетою Франції.
У другій половині XVII століття з міді стали карбувати також Ліард (= 3 деньє) і монету 4 деньє. У роки Семирічної війни (1756–1763 роки) мідний деньє випустили востаннє, цього разу в Брауншвейг-Люнебурзькому герцогстві в 1758 році: це була монета для виплати платні французьким військам.

## Галерея

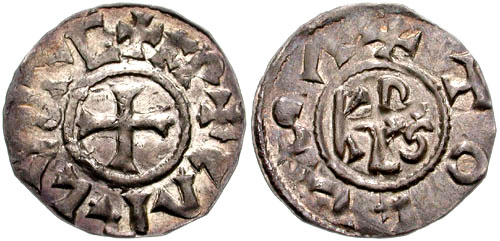
Денарій Карла Великого  (768–814), Тулуза, Каролінзька імперія
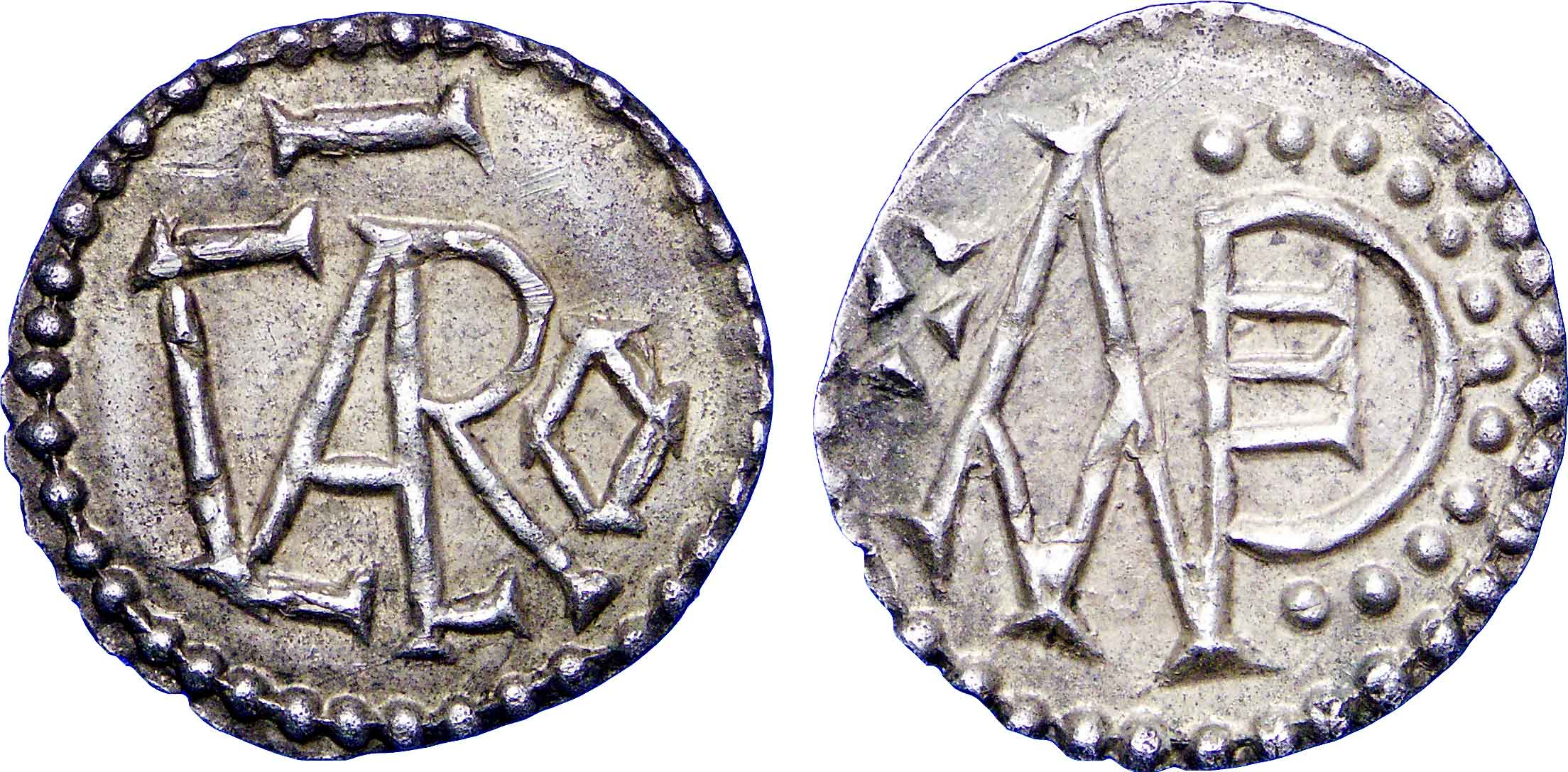
Денарій Карломана (768-771), Каролінзька імперія
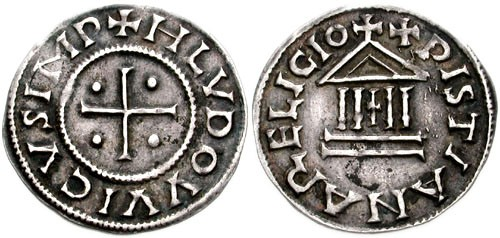
Денарій Людовика Благочестивого (814-840), Аквітанське королівство
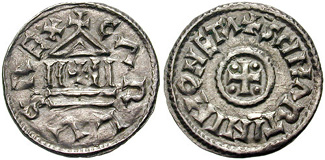
Деньє Карла II (843-877), Західне Франкське королівство
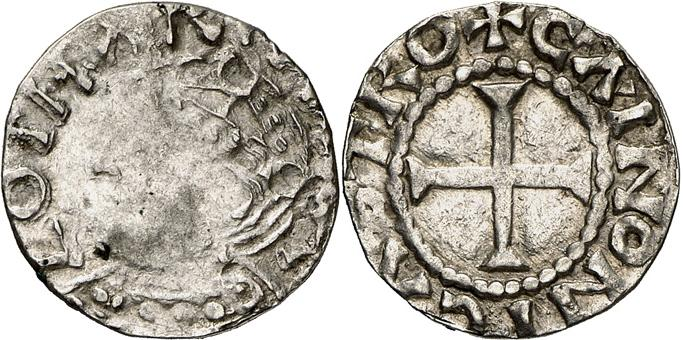
Деньє Лотаря (954-986), Шиноні, Західне Франкське королівство
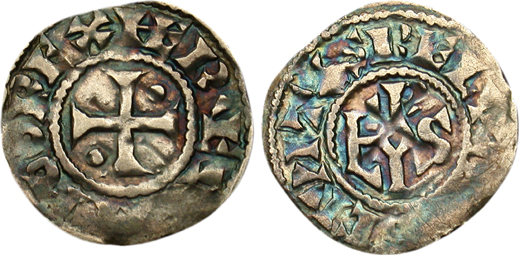
Деньє Гуго Капета (987–996), Французьке королівство
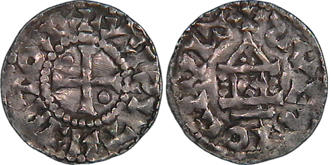
Деньє Роберта II Побожного (996–1031) Французьке королівство
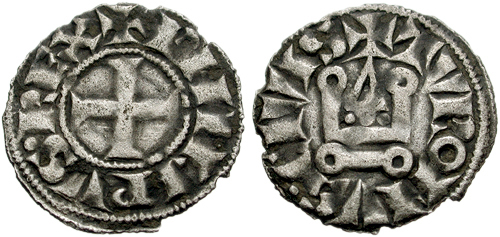
Деньє Філіпа III (1270), Французьке королівство
Деньє Балдуїна III, Єрусалимське королівство  (1143–1162)
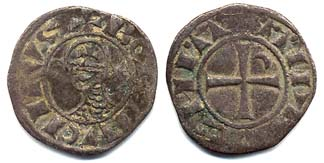
Деньє Боемунда III., Антіохейське князівство (1163–1201)
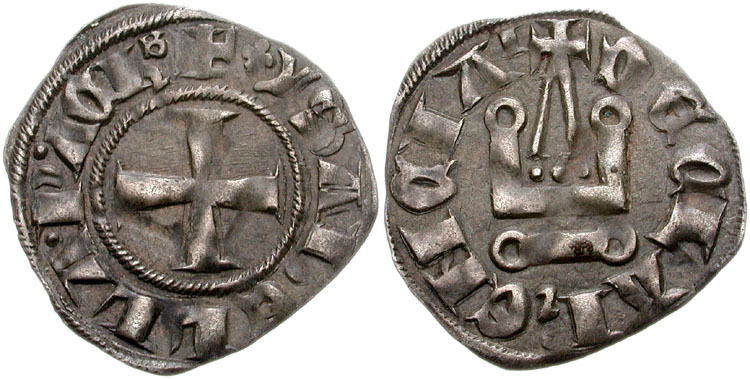
Деньє Ізабели де Віллардуен, Ахейське князівство (1289–1307)
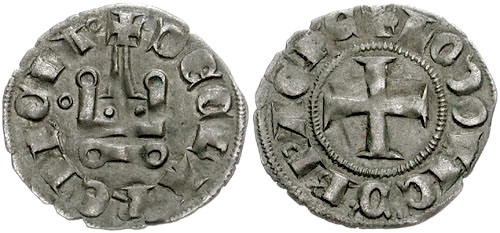
Деньє Людовика Бургундського, Ахейське князівство (1313–1316)

## Джерело
- 3варич В. В. Нумізматичний словник. — Львів: «Вища школа», 1978, 338 с.